# Wigierczycy
Wigierczycy – organizatorzy i uczestnicy harcerskich kursów instruktorskich organizowanych w latach 1924–1939 i po wojnie do 1959 nad jeziorem Wigry przez Warszawską i Mazowiecką Chorągiew Harcerzy ZHP, potem także nieformalna grupa mająca cechy spontanicznego ruchu wewnątrz ZHP, zrzeszająca młodych instruktorów harcerskich – uczestników tych kursów.
Działalność wigierczyków odbierana była przez niektórych jako opozycyjna wobec kierownictwa ZHP; przede wszystkim jednak miała cechy puszczańskie, nawiązujące do tradycji woodcraftu.

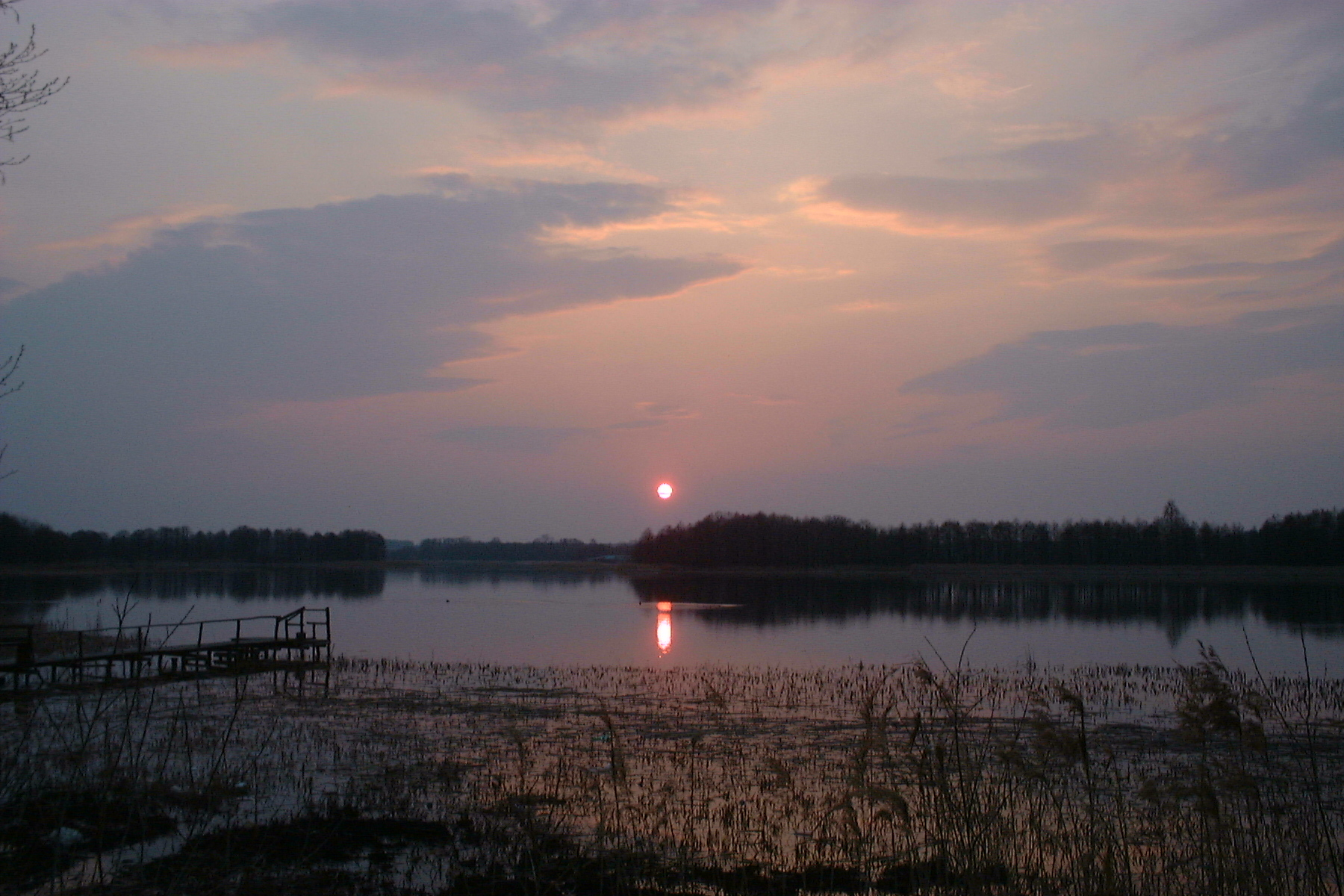
Zachód słońca nad jeziorem Wigry

## Kursy instruktorskie
Na odludziu w sosnowym borze nad Zatoką Hańczańską jeziora Wigry (rejon wsi Cimochowizna), w miejscu odkrytym w 1923 przez 17 Warszawską Drużynę Harcerską, odbył się w 1924 pierwszy obóz i zarazem kurs instruktorski Chorągwi Warszawskiej. Zapoczątkował on organizowane w tym samym miejscu coroczne (oprócz 1933 i 1935) obozy szkoleniowe Chorągwi Warszawskiej, a od 1928 – również Chorągwi Mazowieckiej. Początkowo czterotygodniowe obozy stanowiły cały kurs instruktorski, z czasem stały się częścią cyklu szkoleń, obejmujących kurs teoretyczny w Warszawie, trzydniowy kurs dyskusyjny w „Domku Harcerskim” przy ul. Saskiej, praktykę w innej drużynie, obóz zimowy w górach i obóz wigierski. Po zakończeniu szkolenia uczestnicy kursów wigierskich otrzymywali stopień przodownika (podharcmistrza) – ówcześnie pierwszy stopień instruktorski.
Kursy wigierskie były jednym z bardziej znaczących przedsięwzięć programowych w przedwojennym ZHP, ich celem było m.in. ujednolicenie zasad kształcenia kadry instruktorskiej związku (z tego względu na kursach weryfikowano stopnie i sprawności harcerskie).
Charakterystyczne cechy kursów wigierskich – m.in.:
- własny styl obozownictwa – bez elementów wojskowych (bram, ogrodzenia, apeli, raportów i meldunków),
- bliski kontakt z pierwotną przyrodą,
- puszczaństwo (obecne m.in. w zdobnictwie, rozkładzie i trybie zajęć),
- bogata symbolika i obrzędowość oparta w części na elementach starosłowiańskich,
- swoiste nazewnictwo (m.in. miana puszczańskie),
- specyficzna, serdeczna atmosfera.

Symbolem kursów był totem Światowida, który ustawiano co rok w lesie nad zatoką.
Specyficzna atmosfera kursów niezwykle silnie integrowała uczestników i pozostawiała trwałe przyjaźnie, mające znaczenie w dalszych biografiach wigierczyków.
Na kształt kursów mieli wpływ wybitni instruktorzy harcerscy, m.in. harcmistrzowie: Stanisław Lange, Aleksander Kamiński „Kamyk”, Władysław Ludwig „Czarna Pantera”, Tomasz Piskorski „Piskorz Jelenie Rogi”, Witold Sosnowski, Wacław Błaszczyk, Henryk Wechsler. Na przedwojennych kursach wigierskich wyszkoliło się ok. 600-700, a wg innych źródeł nawet ok. 1100 młodszych instruktorów (wśród nich był m.in. Jan Bytnar).
Ostatni kurs przedwojenny zorganizowano w 1939, do tradycji tej częściowo powrócono również po wojnie – kursy nad Wigrami odbywały się do 1959.
Zatokę Hańczańską jeziora Wigry od czasu obozów harcerskich niektórzy nazywają Zatoką Harcerską. Jednak według przewodnika turystycznego z lat 30. nazwy te nie są tożsame, precyzyjniej Zatoka Harcerska jest częścią Zatoki Hańczańskiej.

## Batalion
Do kursów na Suwalszczyźnie nawiązali twórcy konspiracyjnej organizacji „Wigry”, późniejszego batalionu harcerskiego, częściowo wywodzący się ze środowiska ich organizatorów (Władysław Ludwig, Witold Sosnowski).

## Krąg instruktorski
Środowisko przedwojennych instruktorów organizujących kursy wigierskie utworzyło w latach 1956–1965 krąg instruktorski przy Głównej Kwaterze Harcerstwa. Krąg „Wigry” zrzeszał ok. 400 instruktorów, pochodzących z różnych chorągwi ZHP, którzy zamieszkali w Warszawie. Prowadził szeroką działalność programową, m.in. opracowywał zadania programowe, wspierał organizację kursów instruktorskich i ogólnopolskich imprez harcerskich, popularyzował historię ZHP. W kręgu istniały sekcje problemowe, m.in. obozowa, historyczna, opieki, wydawnicza oraz harcerskiej służby krwi. Pracami „Wigier” kierowała rada kręgu.
Krąg wydawał periodyki: „Wiadomości Wigierskie” (w latach 1957–1962), a następnie „Biuletyn Wigierski” (1962–1964), w których publikowano prace problemowe, opracowania instruktorskie (np. prace z kursów instruktorskich), instrukcje, wspomnienia, biogramy i inne. Redaktorami tych czasopism byli m.in. Kazimierz Gorzkowski, Andrzej Fersten, Maria Fersten.
Przewodniczący kręgu „Wigry”:
- Józef Sosnowski
- Zdzisław Domaradzki
- Józef Sosnowski (ponownie)
- Stanisława Wej-Osiecka

## Miejsce upamiętniające kursy
Tablica na kamieniu upamiętniająca harcerzy z kursów instruktorskich, znajdująca się na terenie pokamedulskiego zespołu klasztornego (niedaleko studni). Ufundowana i ulokowana w 1993 przez harcerzy z Harcerskiego Ruchu Ochrony Środowiska im. św. Franciszka z Asyżu.